# Isetta
De Isetta is de merknaam van het bekendste 'bubblecar'-wagentje dat eerst geproduceerd werd door de Italiaanse firma 'Iso SpA' van Renzo Rivolta. 'Isetta' betekent dan ook 'kleine Iso'.
De Isetta is een miniauto die zich kenmerkt door een enkele deur aan de voorkant en een kleine spoorbreedte achter.
De materiaaltekorten na de Tweede Wereldoorlog zorgden voor een grote populariteit van compacte auto's, vaak met drie wielen. Er was behoefte aan overdekt vervoer maar veel eisen aan bagageruimte of veiligheid werden er nog niet gesteld. De Isetta en ook de Kabinenroller gaven blijk van futuristisch ontwerp met hun cockpitachtige carrosserie en bolle ramen. 
Ook BMW had na de oorlog de productie van auto's weer opgepakt, maar de modellen 501 en 502 waren te duur en te exclusief om tot grote verkoopcijfers te kunnen leiden. Het publiek had behoefte aan betaalbare auto's, en BMW onderkende dat gat in de markt.
In Turijn zagen de technici de Avantgarde Isetta van Iso. Het bijzonder onconventionele concept sprong in het oog en BMW zag mogelijkheden in deze auto. De tweetaktmotor kon eenvoudig worden vervangen door een 250cc-motorfietsmotor met 12 pk en andere optische en technische details werden verbeterd. In een uniek concept was de deur aan de voorkant geplaatst, waardoor stuur en dashboard naar buiten klapten. De bestuurder en diens passagier konden als het ware de auto inlopen. 
In 1955 kocht BMW een licentie om de wagen te mogen produceren. Later dat jaar werd de BMW Isetta aan de pers getoond en de auto werd door het publiek goed ontvangen. In dat jaar werden er 13 000 exemplaren gebouwd, en in Duitsland werden er in 1957 bijna 40 000 exemplaren verkocht. Samen met de Goggomobil en de Messerschmitt Kabinenroller was de Isetta een zeer succesvolle auto in zijn soort. In 1962 werd bij BMW de productie stopgezet, er waren tot dan toe meer dan 160 000 exemplaren gebouwd.
De Isetta 600 was een grotere variant met twee achterdeuren en de achterwielen verder van elkaar. De wagen was duurder en daardoor geen commercieel succes. Van deze versie zijn ruim 30 000 exemplaren gemaakt in de jaren 1957-1959.
Velam in Frankrijk en Romi in Brazilië produceerden Isetta's onder licentie. Dit soort dwergauto's leek echter met uitsterven bedreigd sinds de jaren 70 van de twintigste eeuw maar heeft aan het einde van die eeuw weer een opleving gevonden in de vorm van de Smart, brommobiel en de Renault Twizy, hoewel dit strikt gesproken geen dwergauto's zijn.
Sinds september 2021 biedt de Zwitserse autofabrikant Micro Mobility Systems de Microlino aan, een elektrische tweezitter dwergauto die geïnspireerd is op de BMW Isetta.